# Hvězdonice
Hvězdonice (en allemand : Hwiesdonitz) est une commune du district de Benešov, dans la région de Bohême-Centrale, en République tchèque. Sa population s'élevait à 334 habitants en 2020.

## Géographie
Hvězdonice se trouve sur la rive gauche de la Sázava, à 9 km à l'ouest de Sázava, à 12 km au nord-est de Benešov et à 34 km au sud-est de Prague.
La commune est limitée par Kaliště au nord, par Chocerady à l'est, par Vranov au sud et à l'ouest, et par Přestavlky u Čerčan au nord-ouest.

## Histoire
La première mention écrite de la localité date de 1422.